# Michele Ferrari
Michele Ferrari (Ferrara, 26 marzo 1953) è un medico italiano, preparatore di ciclismo.

## Biografia
Studiò Medicina e Chirurgia all'Università degli Studi di Ferrara, laureandosi nel 1978; in seguito per specializzarsi in Medicina dello sport si spostò alla Sapienza - Università di Roma, concludendo gli studi nel 1981.
Dopo aver iniziato la carriera medica con svariate ricerche e pubblicazioni sulla soglia anaerobica di numerosi atleti, Ferrari si dedicò allo sviluppo di programmi d'allenamento per ciclisti professionisti. Uno dei primi successi fu la preparazione di Francesco Moser per il raggiungimento del record dell'ora nel 1984, ottenuto surclassando nettamente il precedente primato di Eddy Merckx. Nel 1999 ammise pubblicamente l'uso di autotrasfusioni, al tempo legali e non rilevabili, per il raggiungimento del record. Fu quindi squalificato dalle autorità ciclistiche. In seguito lavorò ancora in ambito sportivo, con il dottor Luigi Cecchini e il prof. Francesco Conconi, a sua volta al centro di polemiche sul doping.
Ancor più celebre è il legame che unì il dottor Ferrari alla squadra US Postal, e di conseguenza al campione statunitense Lance Armstrong, vincitore di sette Tour de France (vittorie successivamente annullate). La dura testimonianza di Filippo Simeoni, che ammise l'uso indiscriminato di eritropoietina (EPO) e testosterone in base al parere medico di Ferrari, scatenò una serie di vivaci polemiche e una forte lite tra il ciclista italiano e il campione texano. Tuttavia Armstrong negò l'utilizzo di sostanze dopanti e difese pubblicamente l'amico Ferrari. In seguito, però, Armstrong ammise di aver assunto sostanze dopanti fin dal 1993.
A Ferrari nel maggio 2006 fu estinto il reato di frode sportiva per prescrizione e fu assolto per l'accusa di doping perché «il fatto non sussiste». Nel luglio 2012 l'agenzia antidoping degli Stati Uniti (USADA), lo inibisce a vita dall'esercizio della professione sportiva, per violazione del regolamento antidoping, nell'ambito delle indagini sulla squadra ciclistica United States Postal Service (USPS). Furono riscontrati solo nel caso Armstrong bonifici a Ferrari da parte dell'atleta per una cifra superiore al milione di euro. La regola pare fosse che per ogni atleta ''preparato'' in caso di guadagni a Ferrari sarebbe stato corrisposto il 15 per cento, su conti svizzeri.